# 薛紀綱
薛紀綱（1976年4月22日—），暱稱「小兵」，台灣男藝人。2022年第五度獲得台灣金鐘獎兒童少年節目主持人獎。

## 作品

### 主持

#### 電視節目
| 頻道           | 節目              | 備註                     |
| -------------- | ----------------- | ------------------------ |
| 超級電視台     | 《Mr.黑酷Man》    | 已停播                   |
| 公視主頻       | 《挑戰未來》      | 已停播                   |
| 公視主頻       | 《下課花路米》    | 播映中，退出主持人工作。 |
| 公視主頻       | 《流言追追追》    | 已停播                   |
| 原住民族電視台 | 《LOKAH巴勇》     | 播映中，退出主持人工作。 |
| 原住民族電視台 | 《Kakudan時光機》 | 播映中，退出主持人工作。 |

#### 星光大道
| 年份 | 節目                           | 頻道 | 備註       |
| ---- | ------------------------------ | ---- | ---------- |
| 2022 | 《第57屆金鐘獎節目類星光大道》 | 三立 | 搭檔焦凡凡 |

### MV
- 莫文蔚「他不愛我」
- 康康「快樂鳥日子」
- 周華健「有故事的人」
- 齊秦「我拿什麼愛你」
- 他在屋頂唱歌

### 戲劇
- 2002年：《MVP情人》飾 記者
- 2006年：《危險心靈》飾 薛紀綱
- 2022年：《額外旅程》飾 Frank

## 獎項紀錄
| 年份   | 頒獎典禮     | 獎項                 | 作品                             | 結果 |
| 2009年 | 第44屆金鐘獎 | 兒童少年節目主持人獎 | 《流言追追追》                   | 提名 |
| 2010年 | 第45屆金鐘獎 | 兒童少年節目主持人獎 | 《流言追追追》                   | 提名 |
| 2010年 | 第45屆金鐘獎 | 兒童少年節目主持人獎 | 《下課花路米》                   | 提名 |
| 2012年 | 第47屆金鐘獎 | 兒童少年節目主持人獎 | 《下課花路米》                   | 獲獎 |
| 2012年 | 第47屆金鐘獎 | 兒童少年節目主持人獎 | 《Lokah 巴勇》                   | 提名 |
| 2013年 | 第48屆金鐘獎 | 兒童少年節目主持人獎 | 《下課花路米》                   | 提名 |
| 2014年 | 第49屆金鐘獎 | 兒童少年節目主持人獎 | 《Lokah 巴勇》                   | 提名 |
| 2015年 | 第50屆金鐘獎 | 兒童少年節目主持人獎 | 《流言追追追》                   | 獲獎 |
| 2015年 | 第50屆金鐘獎 | 兒童少年節目主持人獎 | 《下課花路米》                   | 提名 |
| 2016年 | 第51屆金鐘獎 | 兒童少年節目主持人獎 | 《下課花路米》                   | 提名 |
| 2018年 | 第53屆金鐘獎 | 兒童少年節目主持人獎 | 《下課花路米－同理心大考驗系列》 | 提名 |
| 2019年 | 第54屆金鐘獎 | 兒童少年節目主持人獎 | 《下課花路米-博物館大驚奇》      | 提名 |
| 2019年 | 第54屆金鐘獎 | 兒童少年節目主持人獎 | 《Kakudan時光機》                | 獲獎 |
| 2021年 | 第56屆金鐘獎 | 兒童少年節目主持人獎 | 《Kakudan時光機》                | 獲獎 |
| 2022年 | 第57屆金鐘獎 | 兒童少年節目主持人獎 | 《下課花路米－壯遊闖天下》       | 獲獎 |
| 2023年 | 第58屆金鐘獎 | 兒童少年節目主持人獎 | 《Kakudan時光機》                | 提名 |

## 爭議
2023年4月27日被前《自由時報》狗仔隊成員葛斯齊爆料薛紀綱與妻子王湘涵結婚9年，育有二女卻出軌，薛紀綱手機裡激吻第三者的照片外流，4月28日因為出軌而向社會大眾發聲明稿致歉，6月1日貼出人身保險以及財產保險的銷售員許可證，離開演藝圈。
薛紀綱以原住民族電視台《Kakudan時光機》入圍 第58屆金鐘獎兒童少年節目主持人獎。綜藝評審主任李景白表示，開會時有討論到此事件，但是投票是不計名的，只能夠尊重結果。

### 腳註
1. ↑  . www.pts.org.tw.   [2016-10-18].[]
2. ↑  . www.cna.com.tw.   [2022-10-21]. （原始内容存档于2022-10-31） （中文（臺灣））.
3. ↑  葉君遠、闕志儒. . 聯合報. 2023-09-14  [2023-09-14]. （原始内容存档于2023-09-26）.

### 外部連結
- 從藝人轉換老師 薛紀綱「學會了就要教人」 （页面存档备份，存于）